# Schizocharis combretae
Schizocharis combretae är en stekelart som först beskrevs av Jean Risbec 1951.  Schizocharis combretae ingår i släktet Schizocharis och familjen finglanssteklar. Inga underarter finns listade i Catalogue of Life.